# Göteborgs Militärmuseum
Göteborgs Militärmuseum tillhörde Göteborgs Stad och fanns i den gamla fästningen Skansen Kronan. Det öppnades 23 november 1904.
I samband med omorganisationen av stadens museer övertogs verksamheten av Stiftelsen Skansen Kronan år 1992. Museiverksamheten avvecklades efterhand och samlingarna överfördes till Göteborgs Stadsmuseum. Staden lämnade slutligen byggnaden år 2002.